# Lammassaari (ö i Norra Österbotten, Oulunkaari, lat 65,61, long 25,94)
Lammassaari är en ö i Finland. Den ligger i sjön Oijärvi och i kommunen Ijo i den ekonomiska regionen  Oulunkaari  och landskapet Norra Österbotten, i den centrala delen av landet, 600 km norr om huvudstaden Helsingfors. Öns area är 3,1 hektar och dess största längd är 310 meter i öst-västlig riktning.